# 小野田勇次
小野田 勇次（おのだ ゆうじ、1996年9月3日 - ）は、愛知県豊橋市出身の陸上競技選手。専門は中距離走・長距離走。豊橋市立高師台中学校、豊川高等学校、青山学院大学経営学部経済学科卒業。中央発條陸上競技部所属。身長171cm、体重51kg。

## 経歴

### 高校時代まで
- 豊橋市立高師台中学校1年生の頃から陸上競技を始めた。
- 豊川高校では1年時の第63回全国高校駅伝でメンバー入りを果たすが、補欠に留まる。この大会では仙台育英高校から転入した一色恭志、服部弾馬、カレミ・ズクらが出場し、高校駅伝初出場初優勝を果たす。
- 3年時の第65回全国高校駅伝では4区を担当し区間16位、チームも15位に終わった。

### 大学時代
- 高校卒業後は青山学院大学に入学し、当陸上競技部・男子長距離ブロックへ所属。
- 1年時はトラックでの実績がほとんどない状態ながらも、原晋監督に山下りの適性を買われ、第92回箱根駅伝で6区を担当。1年生としては史上初の58分台となる、58分31秒の区間タイ記録（区間2位）をマークする好走。チームの総合2連覇に貢献した。
- 2年時の第48回全日本大学選抜駅伝では5区で区間賞を獲得し、チームの総合優勝に貢献。第93回箱根駅伝では再び6区を任され、区間2位の好走。2位早稲田大学との差を1分半以上広げ、チームの総合3連覇に貢献[1]。
- 3年時の第29回出雲駅伝では4区を担当。区間2位と好走するも、鬼塚翔太（東海大学）に首位の座を明け渡し、チームは再逆転できず2位に終わる。続く第49回全日本大学駅伝でも7区区間3位と好走したが、チームは3位に終わった。
- 第94回箱根駅伝では3年連続して6区を担当。往路を2位で終え、36秒前を行く今西駿介（東洋大学）を追う展開となった。上りではわずかに差が開いたものの、下りぐんぐん差を詰め、15.4kmで逆転[2]。終盤の平地区間でもペースは落ちることなく、今西に52秒の差をつけトップでタスキリレー。区間記録にあと2秒と迫る58分03秒で念願の区間賞を獲得。チームの総合4連覇に大きく貢献した。
- 4年時の第50回全日本大学駅伝では1区を担当しトップと4秒差の区間3位。チームの2年ぶりの優勝に貢献する[3]。
- 第95回箱根駅伝では4年連続で6区を担当。往路6位から前を追う展開となったが、序盤から快調なペースで駆け下ると、下りが緩やかになった終盤ではさらにギアを上げ、19.4kmで坪井慧（法政大学）をかわし5位でタスキリレー。現在の区間距離（第62回大会以降）になってからは史上初の57分台となる57分57秒の区間新記録を樹立した[4][注 1]。チームの復路優勝に貢献した。4年連続の6区60分切りは金子宣隆（大東文化大学）、千葉健太（駒澤大学）に次ぐ3人目だが、4年連続の59分切りは小野田が史上初となる。

### 社会人時代
2019年4月、トヨタ紡織へ入社する。ニューイヤー駅伝では2年連続（2020年・区間33位）（2021年・区間19位）で1区を務める。
2024年3月末、トヨタ紡織を退社する。同年4月に中央発條へ入社した。

## 人物
- 血液型はA型である。
- 趣味はボウリングで、最高スコアは206を記録している。
- 毎日20～40キロ走り、練習後には体重が約2kg減るという[8]。
- 青学大陸上部の原晋監督は、小野田の走るフォームを「下りで前傾する際に猫背ではなく、ちゃんとした軸を持っている」と下りへの適性を評価しており、箱根駅伝では4年連続で山下りの6区を任された[9]。
- 2017年4月8日、TBS系列で生放送された特別番組『オールスター感謝祭2017春』のイベント企画「赤坂5丁目ミニ駅伝」に、青山学院大学陸上競技部チームとして参加。ハリー杉山・小島よしお・なかやまきんに君・堀井新太・おばたのお兄さん・小國以載・ワッキー(ペナルティ)・森脇健児らの芸能人最速チームに勝利した。
- 第94回箱根駅伝では、タスキリレー後小田原中継所の控室で毛布にくるまれ横になっていた今西駿介（東洋大学）が、小野田を「人間じゃねぇ、あれ」と表現し箱根駅伝ファンの間で大きな話題となった[10][11]。翌1月4日に小野田は、日本テレビ系列『スッキリ』に青学大の箱根駅伝・総合優勝メンバーとして生出演。その今西の発言シーンに関し森圭介アナウンサーが指摘すると、思わず大笑いしながら「イヤ、までも…一応人間なんで」と返すと、原監督も爆笑していた[12]。
- 第95回箱根駅伝で青学大は往路6位と後手に回り、往路優勝の東洋大学に5分30秒もの大差をつけられる。よもやの展開に原監督は意気消沈、電話で小野田ら復路メンバーを激励したが「監督の声が明らかにおかしく、あんなにテンションが下がったのは初めて」と驚いたという[13]。それに対して、小野田自ら「監督、弱気になってたら駄目じゃないですか！復路では僕達が必ず挽回しますから」と、監督へ発破を掛けたと語っている[14]。
- 同大会で小野田は57分台を記録し区間記録を更新。小田原中継所の控室では、東洋大・今西と直接対面し、今西が「やっぱ人間じゃないっすね。去年精神的にやばかったんで今年は楽に走れました」と苦笑いすると、小野田は「速かったよ、今西も」と握手しながら健闘を称えあった。1月7日、自身のTwitterで「#人間じゃねー」のハッシュタグとともに飲み会での今西とのツーショット写真を掲載した[15]。
- トヨタ紡織入社直後の2019年4月6日、『オールスター感謝祭2019春』の「赤坂5丁目ミニマラソン」に、ゲストランナーとして2年ぶりに参加。4分40秒の大きなハンデをつけられたこと・以前よりミニマラソンの距離が短縮されたこと（折り返し地点の場所が変更）もあり、優勝した森脇健児と39秒差の8位に終わった。
- 単位不足だった為、半年間留年ののちに青学大を正式卒業している。

## 戦績

### 主な戦績
| 年     | 大会                                   | 種目（区間）    | 順位 | 記録          | 備考       |
| ------ | -------------------------------------- | --------------- | ---- | ------------- | ---------- |
| 2014年 | 第65回全国高等学校駅伝競走大会         | 4区（8.0875km） | 16位 | 24分27秒      |            |
| 2015年 | 第20回全国都道府県対抗駅伝競走大会     | 4区（5.0km）    | 22位 | 14分40秒      |            |
| 2015年 | 第50回千葉国際クロスカントリー大会     | 8000m           | 68位 | 25分22秒      |            |
| 2015年 | 2015 日本学生陸上競技個人選手権大会    | 5000m           | 19位 | 14分20秒62    |            |
| 2016年 | 第38回神奈川マラソン                   | ハーフマラソン  | 40位 | 1時間06分28秒 |            |
| 2016年 | 第65回公認鹿島祐徳ロードレース大会     | ハーフマラソン  | 優勝 | 1時間04分57秒 |            |
| 2016年 | 日本学生陸上競技個人選手権大会         | 5000m           | 32位 | 14分41秒91    |            |
| 2017年 | 第39回神奈川マラソン                   | ハーフマラソン  | 20位 | 1時間04分01秒 |            |
| 2017年 | 第20回日本学生ハーフマラソン選手権大会 | ハーフマラソン  | 20位 | 1時間03分42秒 | 自己ベスト |
| 2017年 | 金栗記念選抜中・長距離熊本大会         | 5000m（5組）    | 19位 | 14分17秒79    |            |
| 2017年 | 第51回織田幹雄記念国際陸上競技大会     | 5000m           | 9位  | 13分54秒36    |            |
| 2017年 | 第96回関東学生陸上競技対校選手権大会   | 5000m           | 30位 | 14分42秒76    |            |
| 2017年 | 日本学生陸上競技個人選手権大会         | 5000m（2組）    | 3位  | 14分04秒54    |            |

### 大学駅伝成績
| 年度               | 出雲駅伝                    | 全日本大学駅伝              | 箱根駅伝                              |
| ------------------ | --------------------------- | --------------------------- | ------------------------------------- |
| 1年生 （2015年度） | 第27回 － － － 出場なし    | 第47回 － － － 出場なし    | 第92回 6区-区間2位 58分31秒           |
| 2年生 （2016年度） | 第28回 － － － 出場なし    | 第48回 5区-区間賞 35分07秒  | 第93回 6区-区間2位 58分48秒           |
| 3年生 （2017年度） | 第29回 4区-区間2位 18分31秒 | 第49回 7区-区間3位 34分43秒 | 第94回 6区-区間賞 58分03秒            |
| 4年生 （2018年度） | 第30回 － － － 出場なし    | 第50回 1区-区間3位 27分29秒 | 第95回 6区-区間賞 57分57秒 区間新記録 |

## 自己記録
- 1500m・・・3分51秒72（2017年4月22日 第256回日本体育大学記録会）
- 5000m・・・13分46秒93（2016年10月1日 第4回世田谷長距離競技会）
- 10000m・・・28分17秒56（2020年11月21日 八王子ロングディスタンス）
- ハーフマラソン・・・1時間01分46秒（2022年2月9日 全日本実業団ハーフ）